# Saving an Audience
Saving an Audience è un cortometraggio muto del 1912 diretto da Van Dyke Brooke.

## Produzione
Il film fu prodotto dalla Vitagraph Company of America.

## Distribuzione
Distribuito dalla General Film Company, il film - un cortometraggio in una bobina - uscì nelle sale cinematografiche statunitensi il 23 agosto 1912.